# Fils (parenté)
Pour les articles homonymes, voir Fils et Fiston.

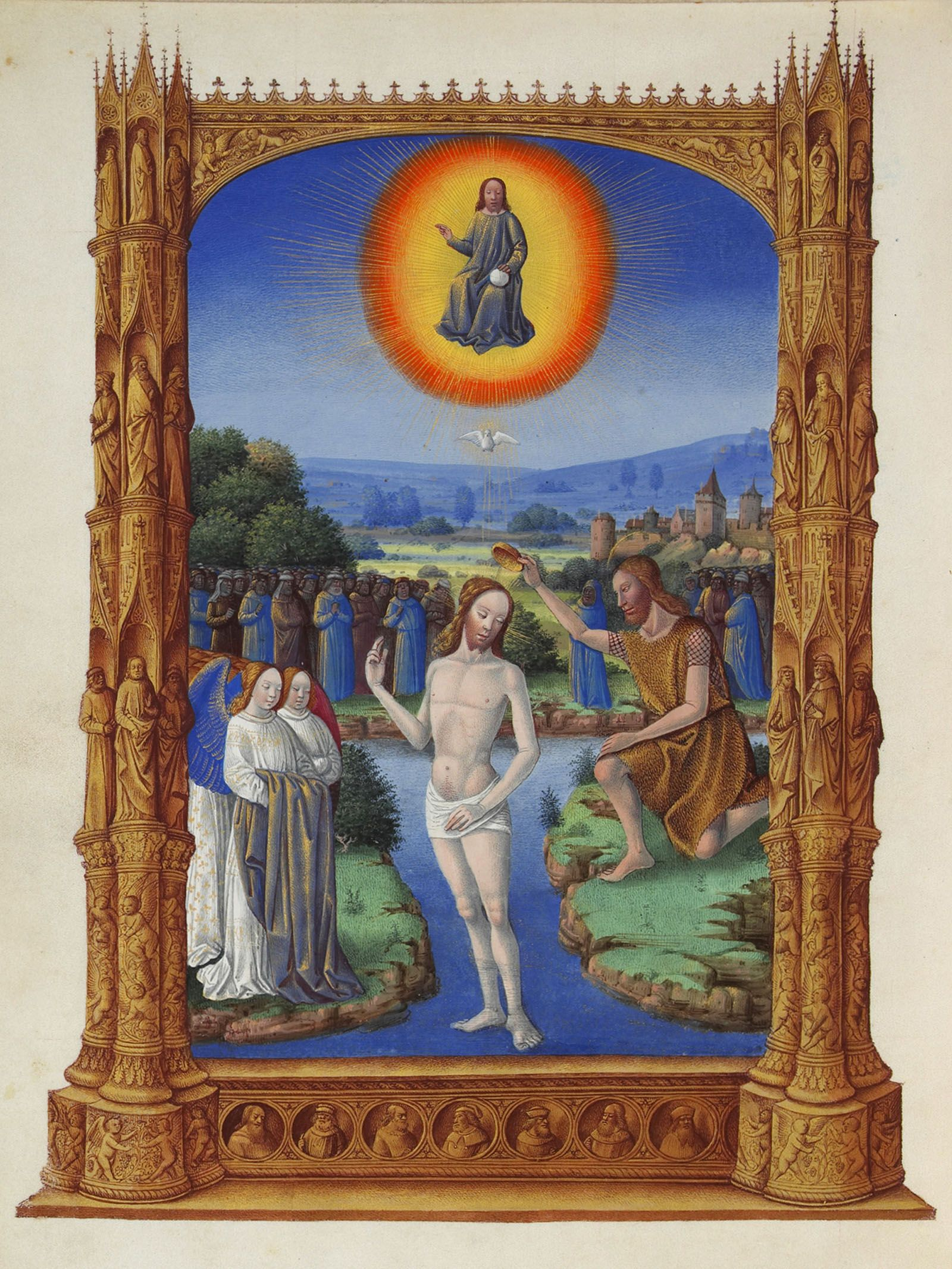
Dimanche - Le Baptême du Christ de l'Office de la semaine dans Les Très Riches Heures du duc de Berry où Dieu le Père proclame Jésus comme étant son fils.

Un fils est un enfant de sexe masculin d'un couple. Un petit-fils est le fils d'un enfant d'un couple.

## Pour approfondir